# Helmut Niedermayr
Helmut Hugo Herrmann Niedermayr (* 29. November 1915 in München; † 3. April 1985 in Christiansted, Saint Croix, Virgin Islands, USA) war ein deutscher Rennfahrer, der in verschiedenen Fahrzeugkategorien aktiv war. Nach seiner Rennsportkarriere übersiedelte Niedermayr in die DDR.

## Karriere
Der zu dieser Zeit in Berlin lebende Niedermayr nahm an nur einem Lauf zur Formel-1-Automobilweltmeisterschaft teil, dem Großen Preis von Deutschland am 3. August 1952. Er startete als Privatfahrer mit einem Rennwagen der Marke AFM und erreichte damit den neunten Platz in dem Rennen, das in diesem Jahr als Formel-2-Lauf ausgetragen wurde.
Zuvor hatte Niedermayr bereits gemeinsam mit Theo Helfrich bei den 24 Stunden von Le Mans auf einem Mercedes-Benz 300 SL für die Daimler-Benz AG den zweiten Platz hinter den Gesamtsiegern und Teamkollegen Hermann Lang und Fritz Riess belegt.
Am 31. August desselben Jahres verunglückte Niedermayr mit seinem von Reif gebauten und von einem Veritas-Meteor-Motor angetriebenen Rennwagen in einem Formel-2-Rennen auf dem Grenzlandring schwer. Während er selbst nur leicht verletzt wurde, kamen bei diesem fatalsten Unfall der deutschen Rennsportgeschichte mindestens 13 Zuschauer (einige Quellen nennen noch einen weiteren, unbekannten Toten) ums Leben, während 42 Leute verletzt wurden. Der Niedermayr-Unfall sorgte dafür, dass auf dem Hochgeschwindigkeitsoval um die Stadt Wegberg nie wieder Rennen stattfanden.
Niedermayr gründete die Renngemeinschaft Berlin-Halensee, für die er zusammen mit weiteren Fahrern noch etwa bis 1954 zu verschiedenen Sportwagenrennen in West- und Ostdeutschland antrat. Sein einziger Start in einem Formel-1-Rennen fand 1954 statt, als er beim nicht zur Weltmeisterschaft zählenden Großen Preis von Berlin auf der AVUS mit einem modernisierten Veritas Meteor den siebten Platz belegte.

## Statistik

### Statistik in der Automobil-Weltmeisterschaft

#### Gesamtübersicht
| Saison | Team              | Chassis | Motor      | Rennen | Siege | Zweiter | Dritter | Poles | schn. Rennrunden | Punkte | WM-Pos. |
| ------ | ----------------- | ------- | ---------- | ------ | ----- | ------- | ------- | ----- | ---------------- | ------ | ------- |
| 1952   | Helmut Niedermayr | AFM 6   | BMW 2.0 L6 | 1      | −     | −       | −       | −     | −                | −      | NC      |
| Gesamt | Gesamt            | Gesamt  | Gesamt     | 1      | −     | −       | −       | −     | −                | −      |         |

#### Einzelergebnisse
| Saison | 1 | 2 | 3 | 4 | 5 | 6 | 7 | 8 |
| ------ | - | - | - | - | - | - | - | - |
| 1952   |   |   |   |   |   |   |   |   |
|        |   |   |   |   | 9 |   |   |   |

| Legende  | Legende            | Legende                                                          |
| Farbe    | Abkürzung          | Bedeutung                                                        |
| -------- | ------------------ | ---------------------------------------------------------------- |
| Gold     | –                  | Sieg                                                             |
| Silber   | –                  | 2. Platz                                                         |
| Bronze   | –                  | 3. Platz                                                         |
| Grün     | –                  | Platzierung in den Punkten                                       |
| Blau     | –                  | Klassifiziert außerhalb der Punkteränge                          |
| Violett  | DNF                | Rennen nicht beendet (did not finish)                            |
| Violett  | NC                 | nicht klassifiziert (not classified)                             |
| Rot      | DNQ                | nicht qualifiziert (did not qualify)                             |
| Rot      | DNPQ               | in Vorqualifikation gescheitert (did not pre-qualify)            |
| Schwarz  | DSQ                | disqualifiziert (disqualified)                                   |
| Weiß     | DNS                | nicht am Start (did not start)                                   |
| Weiß     | WD                 | zurückgezogen (withdrawn)                                        |
| Hellblau | PO                 | nur am Training teilgenommen (practiced only)                    |
| Hellblau | TD                 | Freitags-Testfahrer (test driver)                                |
| ohne     | DNP                | nicht am Training teilgenommen (did not practice)                |
| ohne     | INJ                | verletzt oder krank (injured)                                    |
| ohne     | EX                 | ausgeschlossen (excluded)                                        |
| ohne     | DNA                | nicht erschienen (did not arrive)                                |
| ohne     | C                  | Rennen abgesagt (cancelled)                                      |
| ohne     | keine WM-Teilnahme |                                                                  |
| sonstige | P/fett             | Pole-Position                                                    |
| sonstige | 1/2/3/4/5/6/7/8    | Punktplatzierung im Sprint-/Qualifikationsrennen                 |
| sonstige | SR/kursiv          | Schnellste Rennrunde                                             |
| sonstige | *                  | nicht im Ziel, aufgrund der zurückgelegten Distanz aber gewertet |
| sonstige | ()                 | Streichresultate                                                 |
| sonstige | unterstrichen      | Führender in der Gesamtwertung                                   |

### Le-Mans-Ergebnisse
| Jahr | Team              | Fahrzeug             | Teamkollege   | Platzierung | Ausfallgrund |
| ---- | ----------------- | -------------------- | ------------- | ----------- | ------------ |
| 1952 | Daimler-Benz A.G. | Mercedes-Benz 300 SL | Theo Helfrich | Rang 2      |              |

### Einzelergebnisse in der Sportwagen-Weltmeisterschaft
| Saison | Team            | Rennwagen   | 1   | 2   | 3   | 4   | 5   |
| ------ | --------------- | ----------- | --- | --- | --- | --- | --- |
| 1956   | Richard Trenkel | Porsche 356 | BUA | SEB | MIM | NÜR | KRI |
| 1956   | Richard Trenkel | Porsche 356 | DNF |     |     |     |     |